# 华北绣线菊
华北绣线菊（学名：Spiraea fritschiana）为蔷薇科绣线菊属下的一个种。

## 变种
- 华北绣线菊大叶变种（学名：Spiraea fritschiana var. angulata）为蔷薇科绣线菊属下的一个变种。
- 华北绣线菊小叶变种（学名：Spiraea fritschiana var. parvifolia）为蔷薇科绣线菊属下的一个变种。

## 扩展阅读
- 維基物種上的相關：华北绣线菊